# Mautodontha acuticosta
Mautodontha acuticosta је пуж из реда Stylommatophora и фамилије Charopidae. 

## Угроженост
Ова врста је изумрла, што значи да нису познати живи примерци.

## Распрострањење
Прије изумирања - француска Полинезија.

## Станиште
Врста Mautodontha acuticosta је имала станиште на копну.